# Byron Harmon

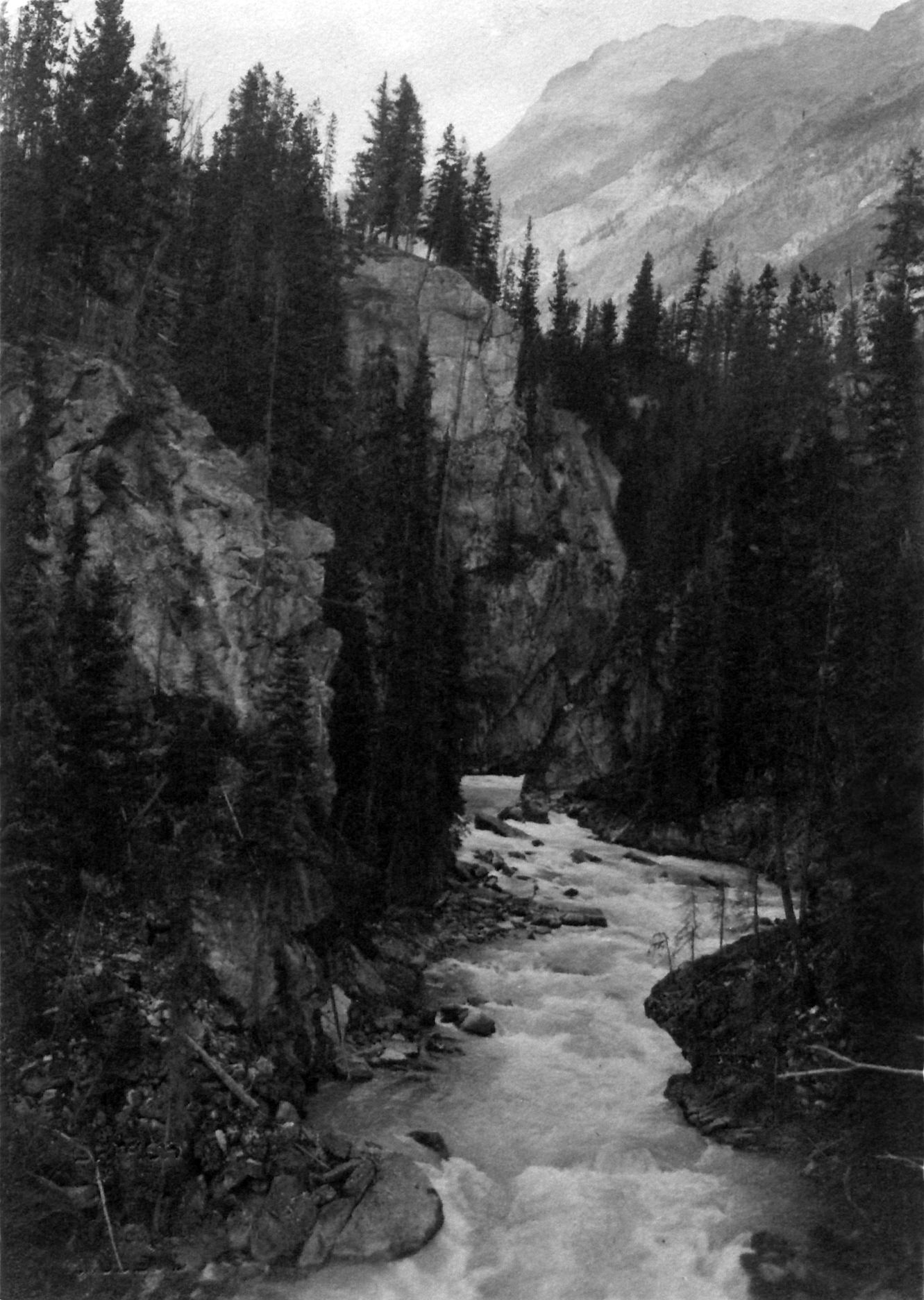
Moose Canyon, Britská Kolumbie, 1911

Byron Hill Harmon (1876, Tacoma – 1942) byl americký průkopnický fotograf kanadských Skalistých hor. Harmon se narodil v Tacomě ve Washingtonu. Před svým přestěhováním do Kanady začal Harmon fotografovat jako majitel obchodu s fotografickými potřebami ve státě Washington, kde mezi jeho zaměstnance patřil budoucí taneční fotograf Wayne Albee.

## Životopis
V roce 1903 se Harmon usadil v Banffu v Albertě a začal tam fotografovat. Byl zakládajícím členem a oficiálním fotografem Kanadskéjo alpinistického klubu od jeho založení v roce 1906. V průběhu dalších třiceti let se Harmon stal předním občanem Banffu, založil místní Board of Trade, Rotary Club a sloužil v městské správě.
Jeho sbírka více než 6500 fotografií poskytuje vynikající, důkladné a živé zastoupení kanadských Skalistých hor na počátku 20. století. Sbírka je nyní umístěna ve Whyteově muzeu v Banffu.

## Galerie

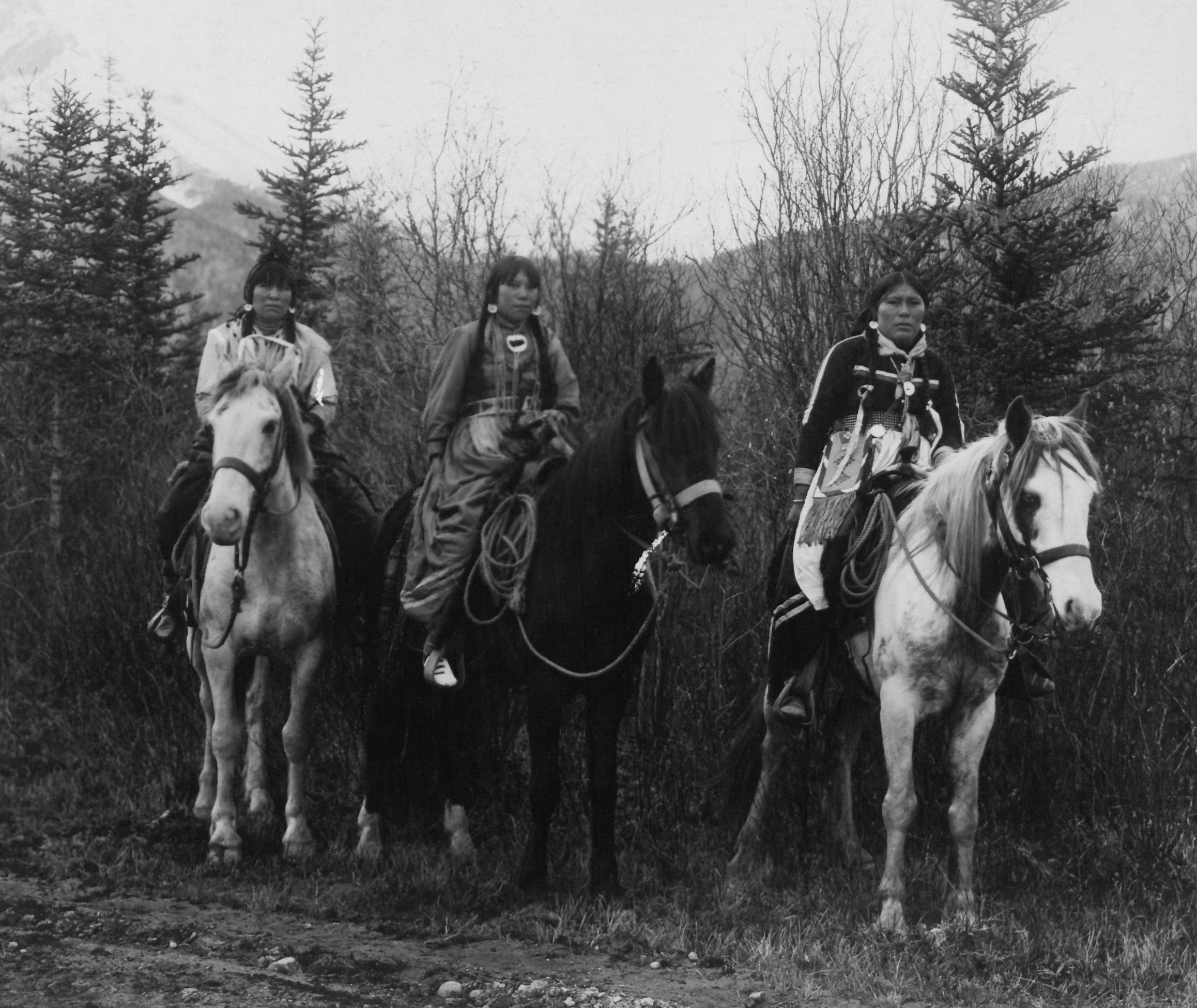
Gussie Good Stonie a přátelé, 1907
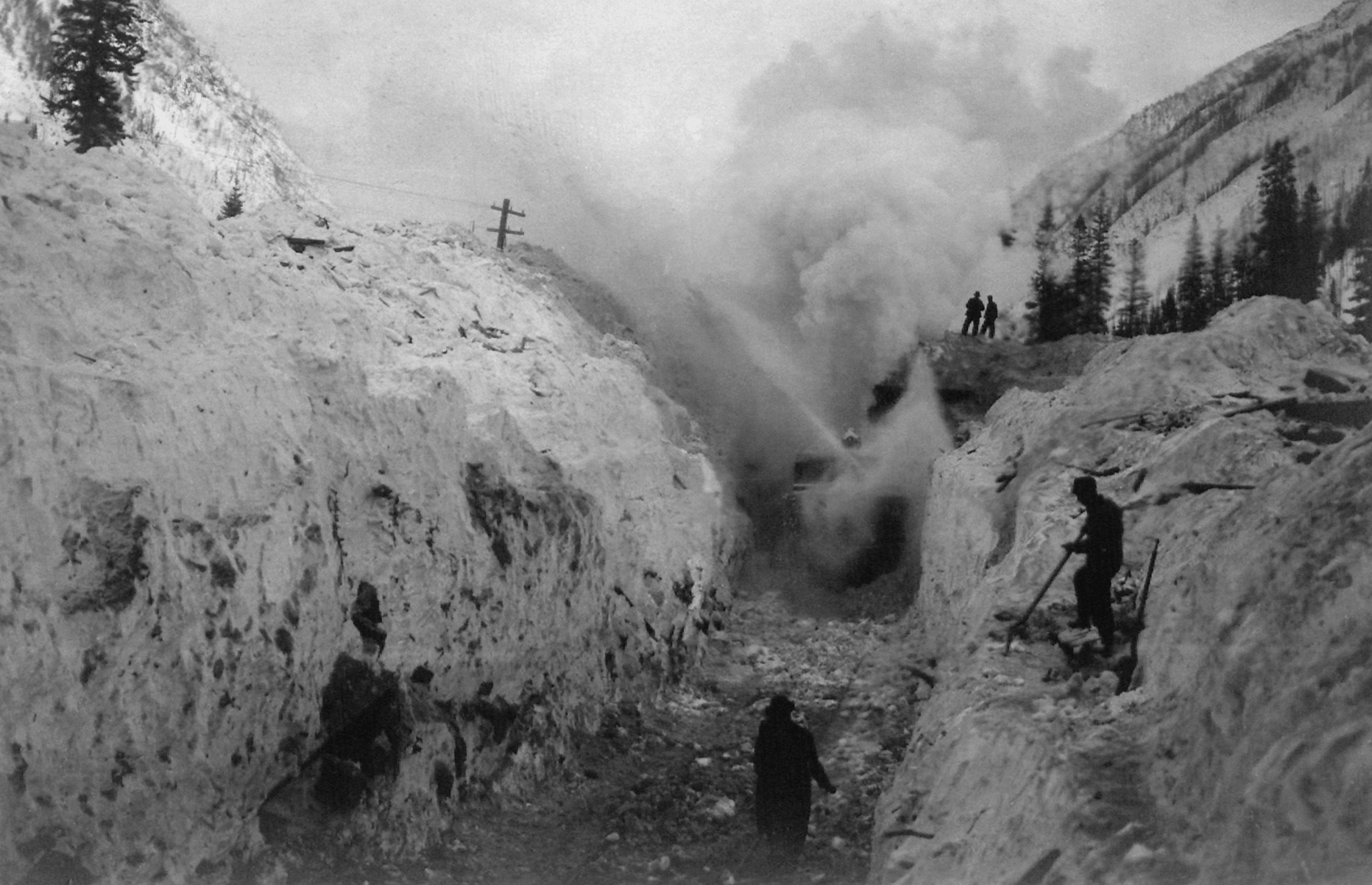
Rotační sněhový pluh, 1910
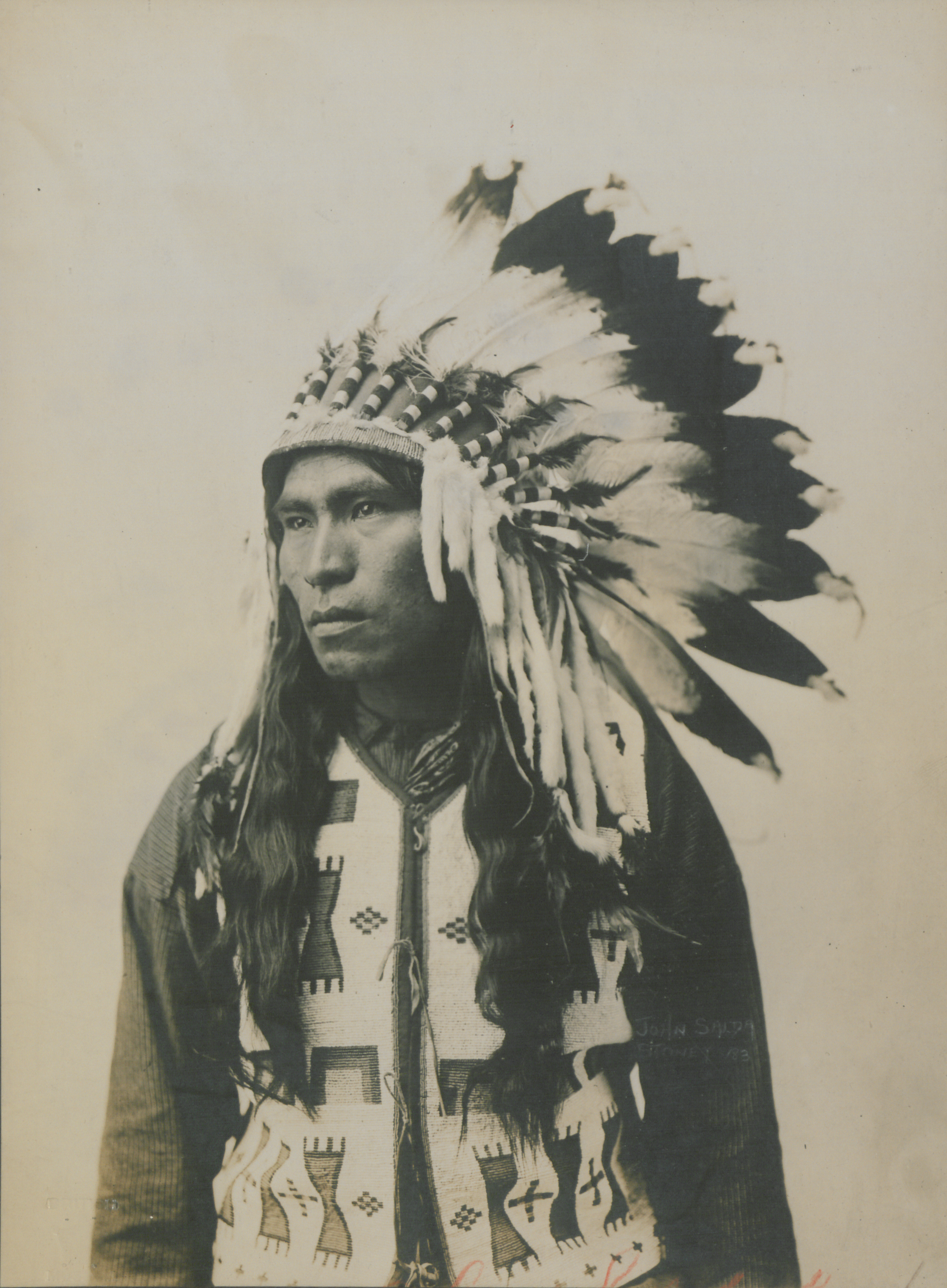
John Salda
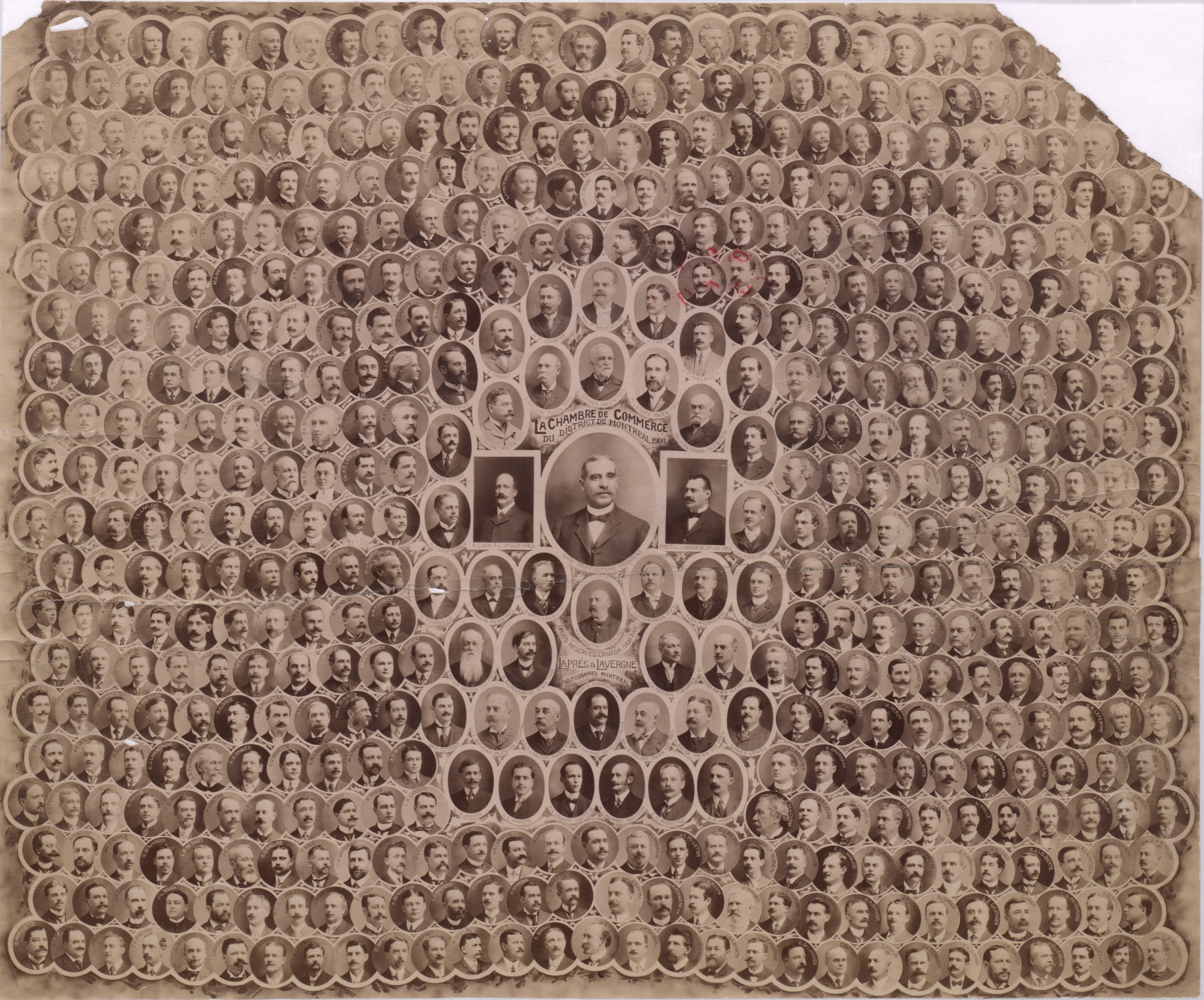
Lake O'Hara
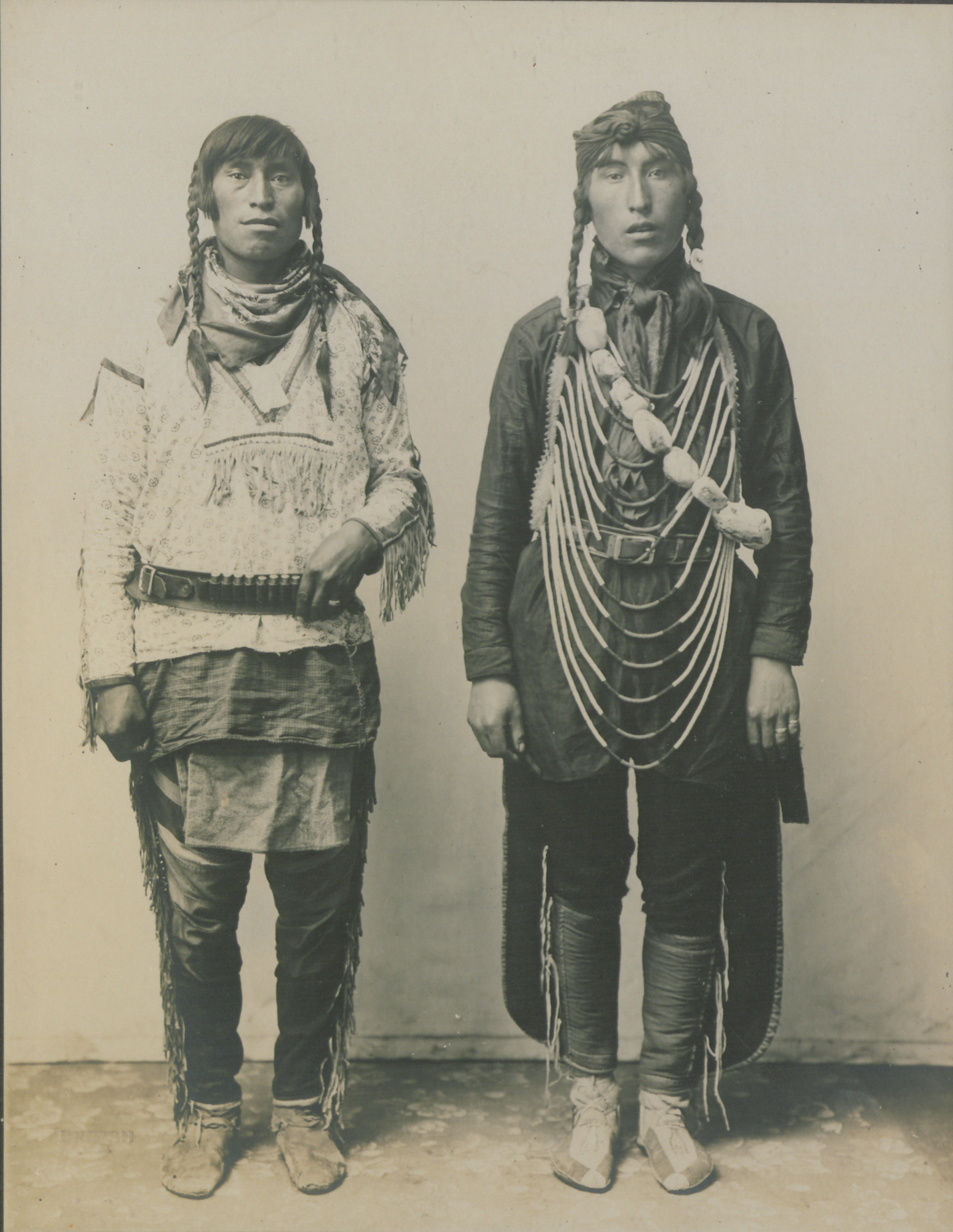
Morley Beaver s přítelem
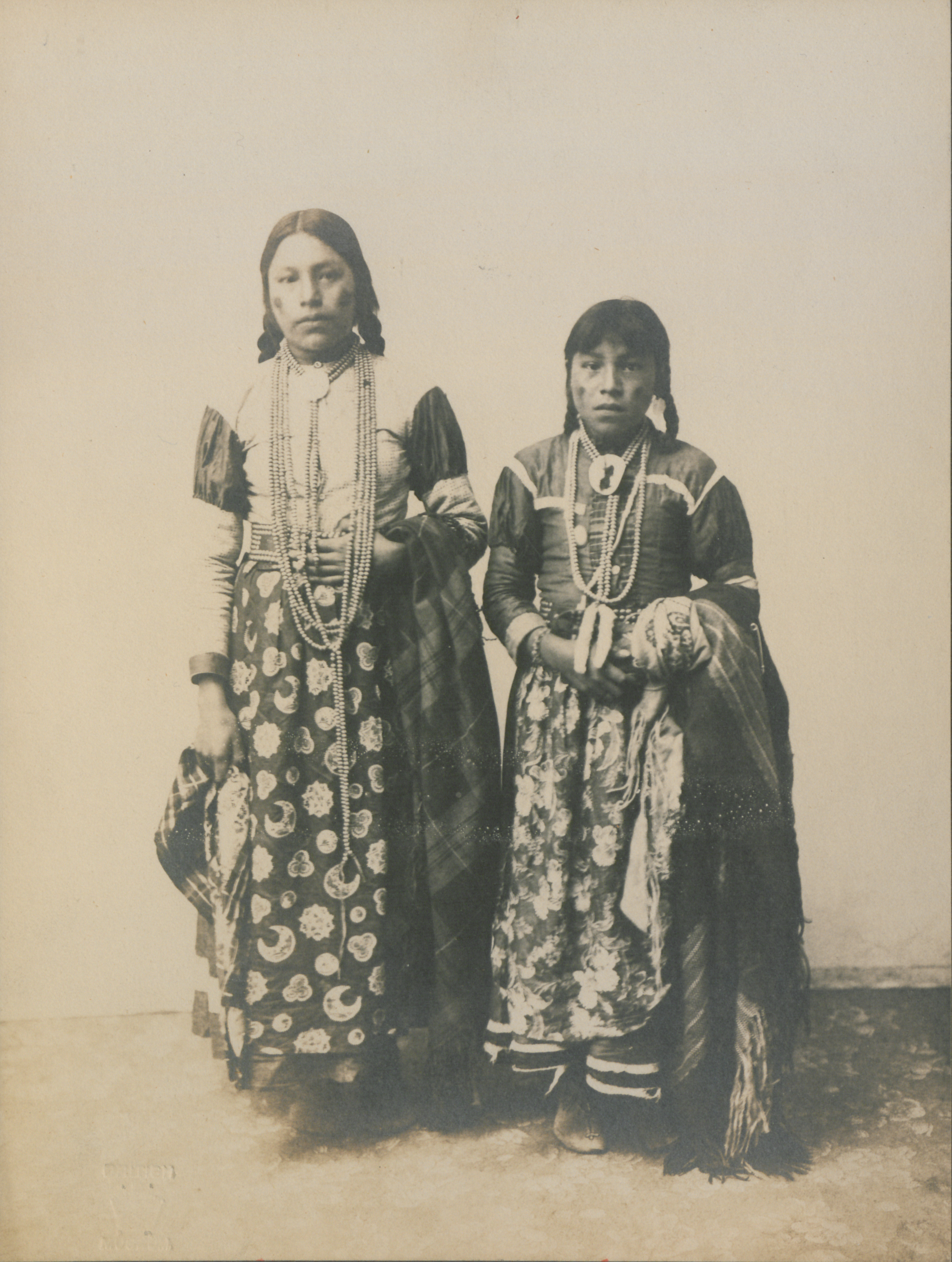
Misses Simeon
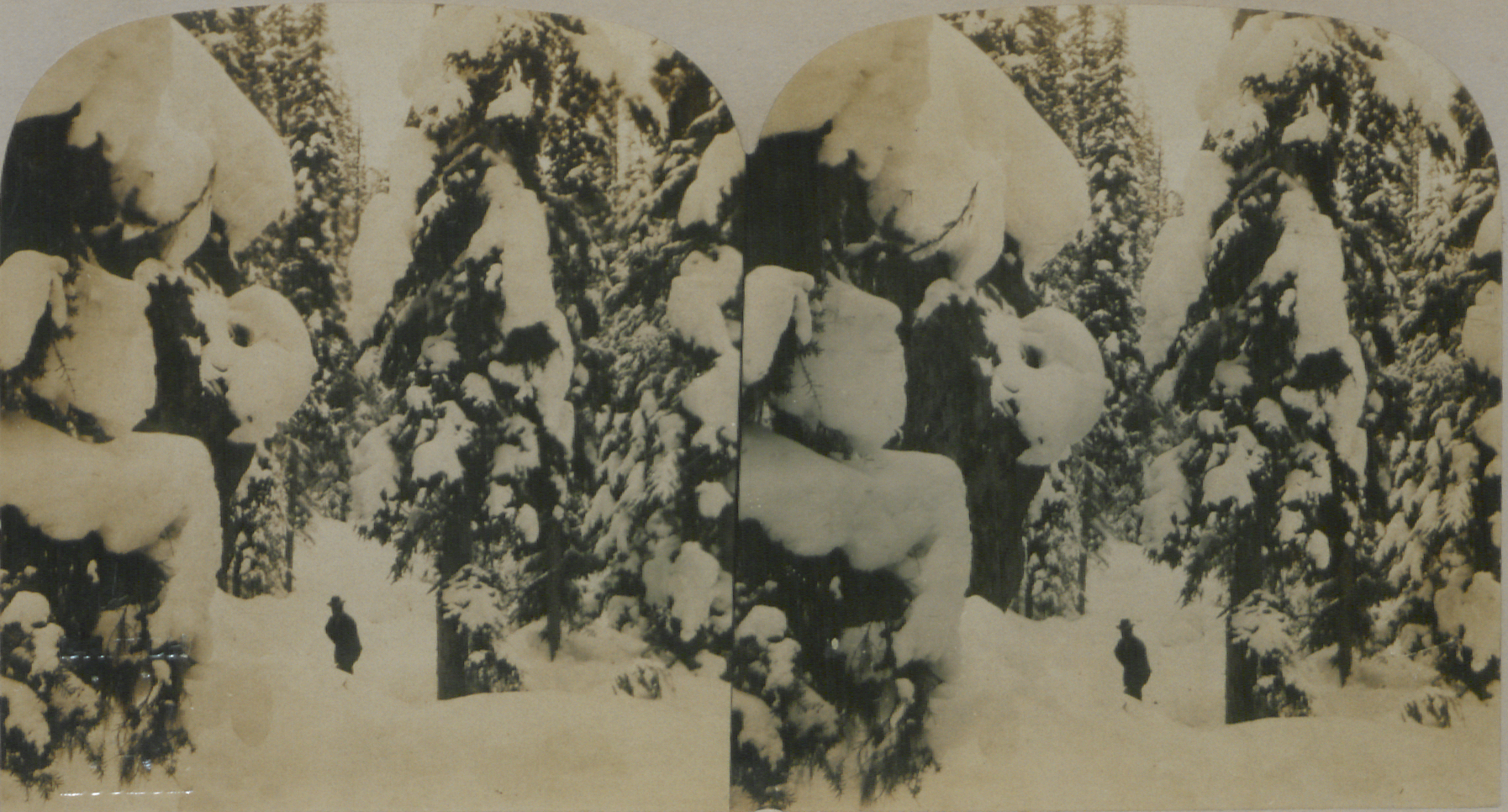
Winter scene, Glacier, British Columbia
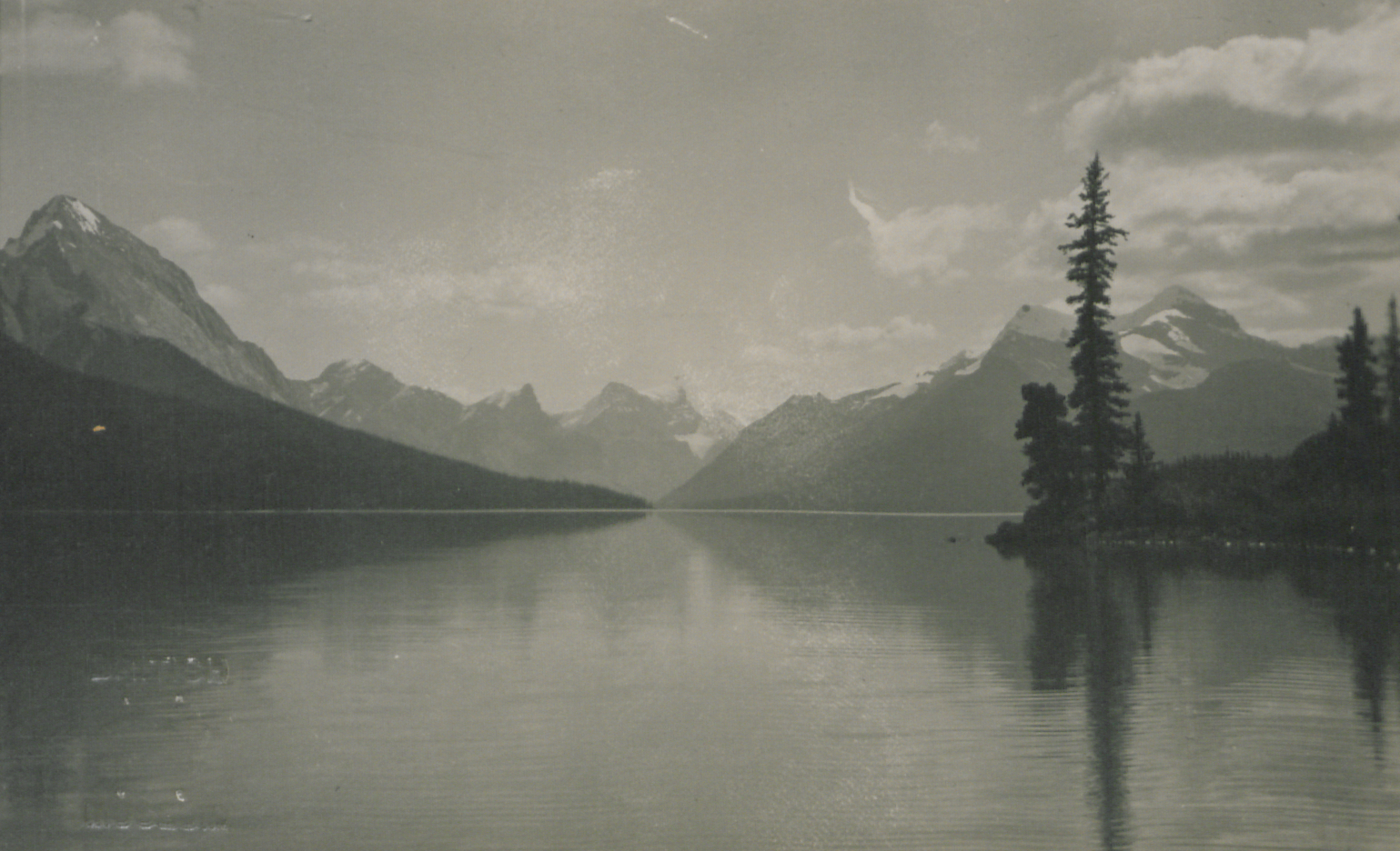
Jezero Maligne
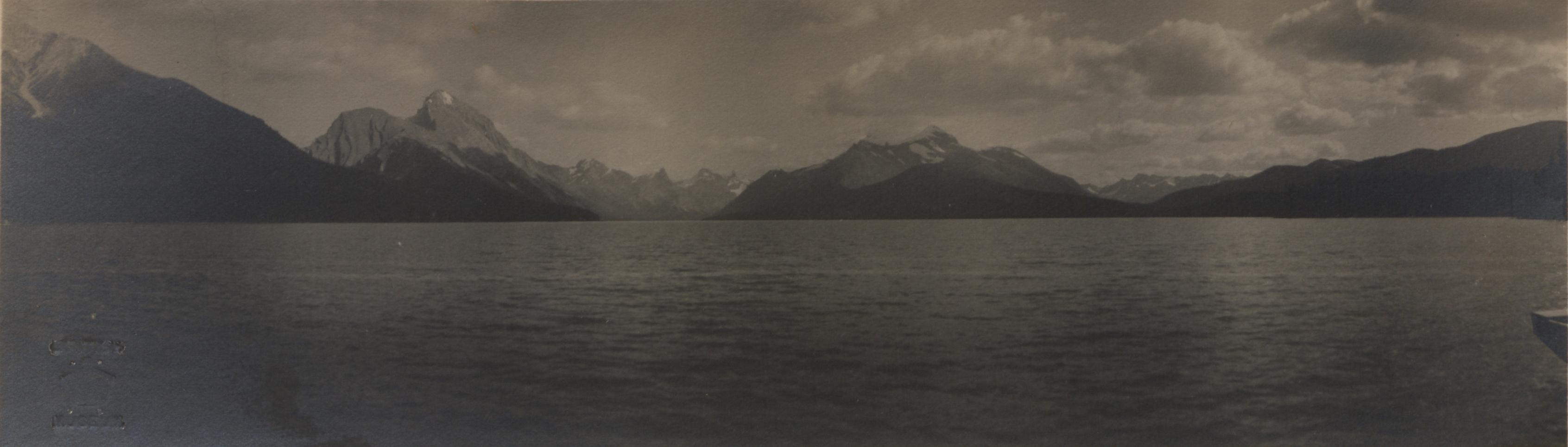
Jezero Maligne, panorama